# Ferrières-Poussarou
Ferrières-Poussarou è un comune francese di 61 abitanti situato nel dipartimento dell'Hérault nella regione dell'Occitania.

## Società

### Evoluzione demografica
Abitanti censiti